# モロカン派

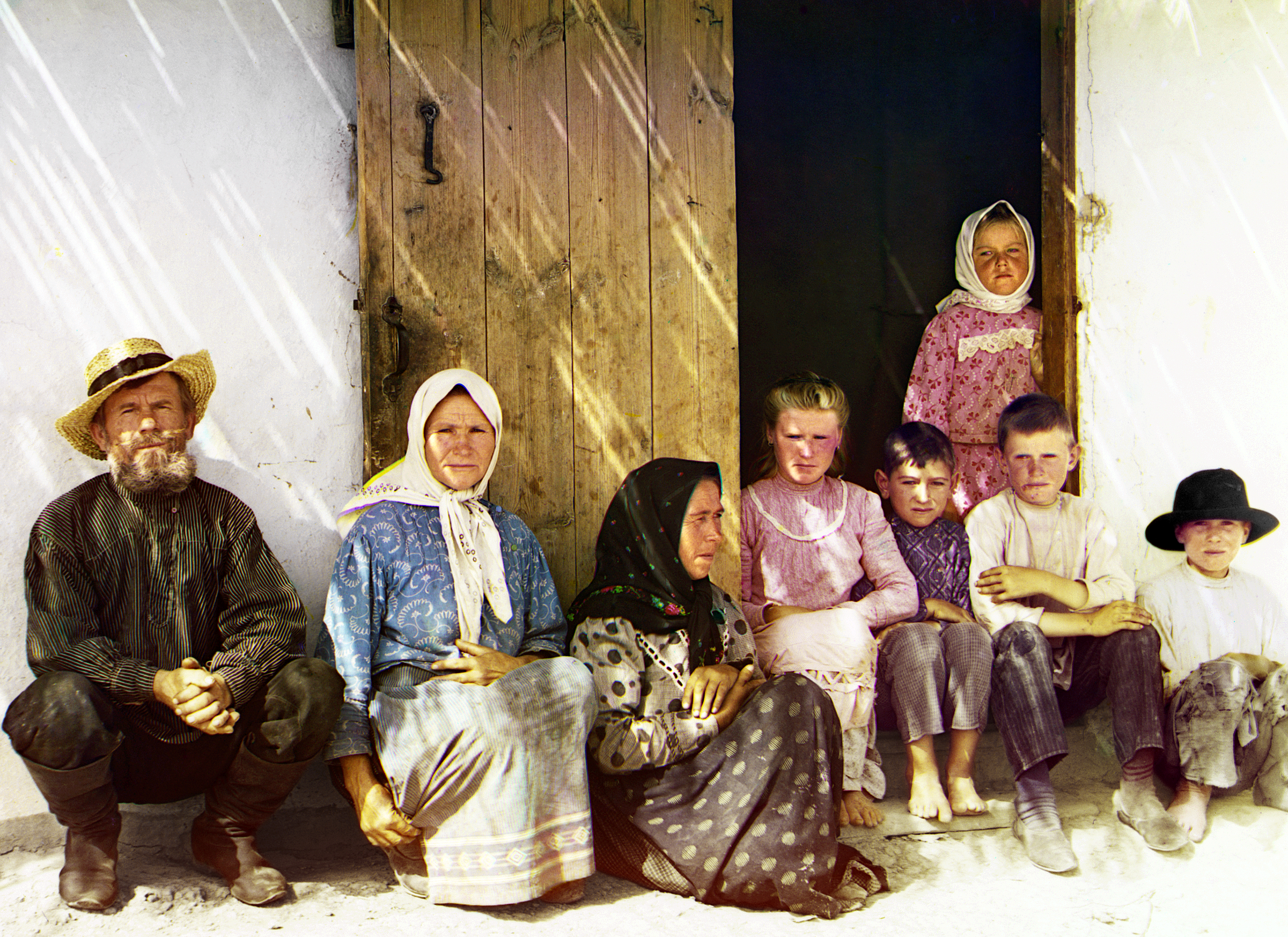
おそらくモロカン派であると思われるロシア人入植者。アゼルバイジャン、ムガン・ステップ。Sergei Mikhailovich Prokudin-Gorskiiにより1905年から1915年の間に撮影。

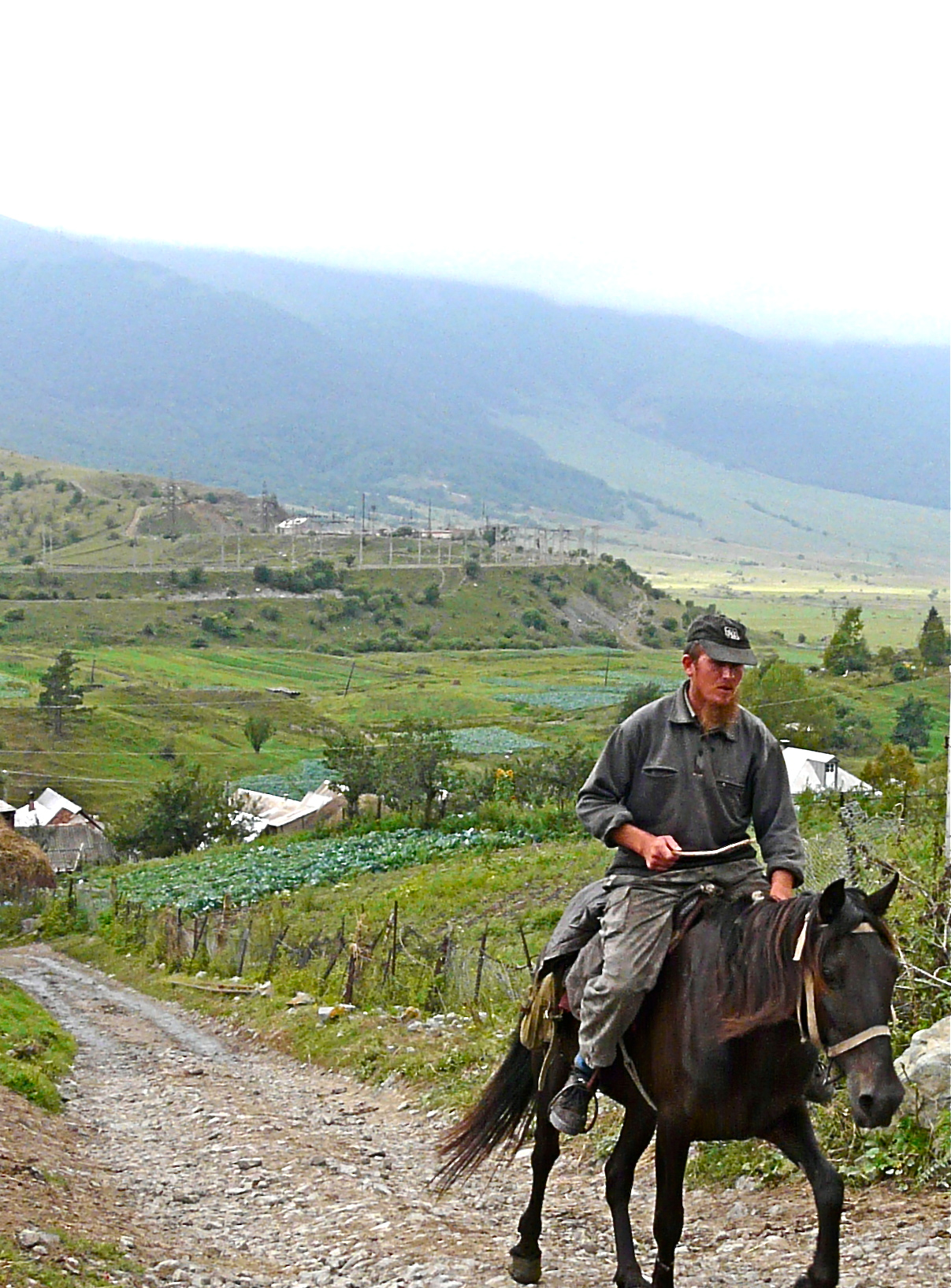
アルメニア、フィオレトヴォのモロカン派の村人

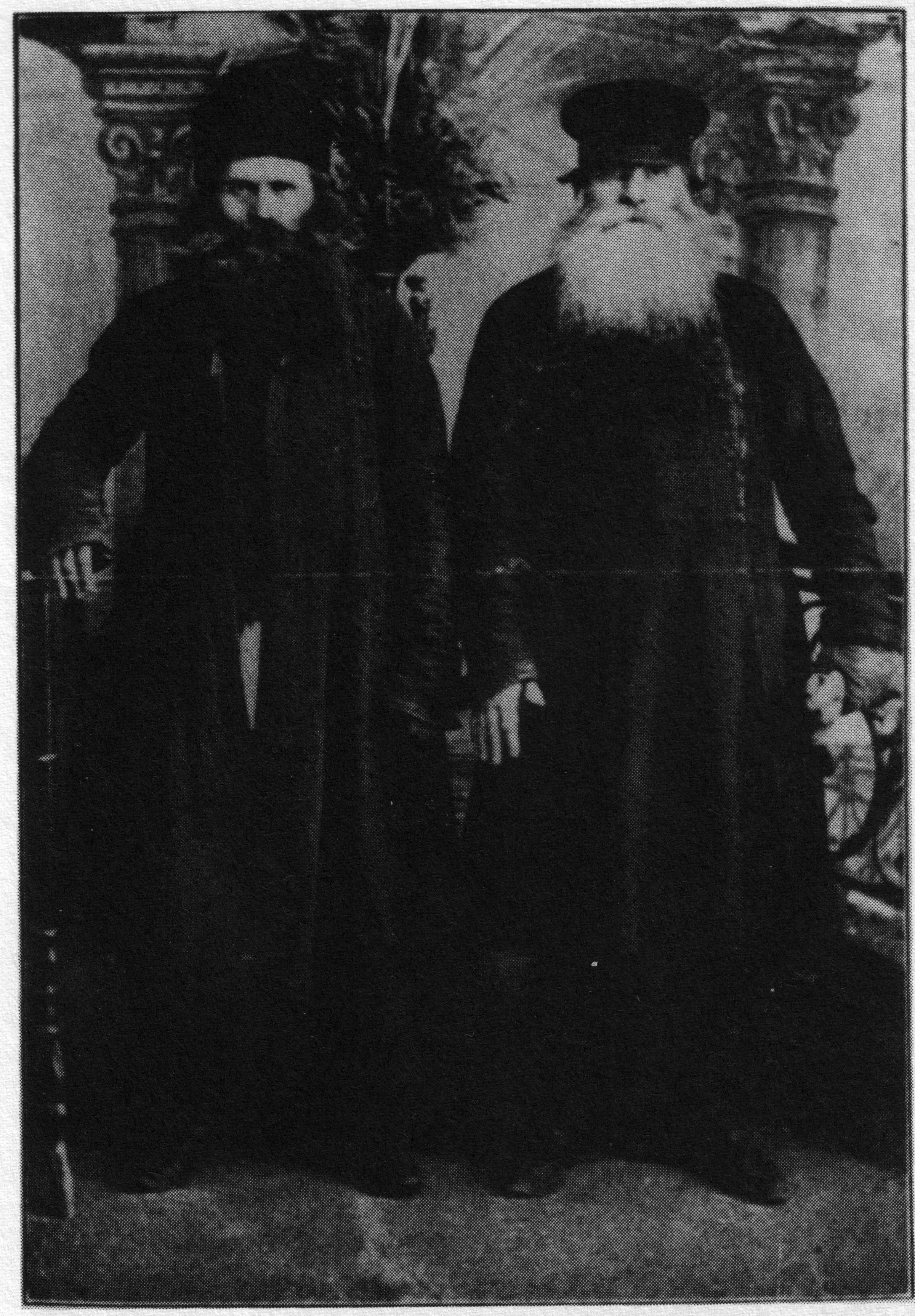
モロカン派の長老

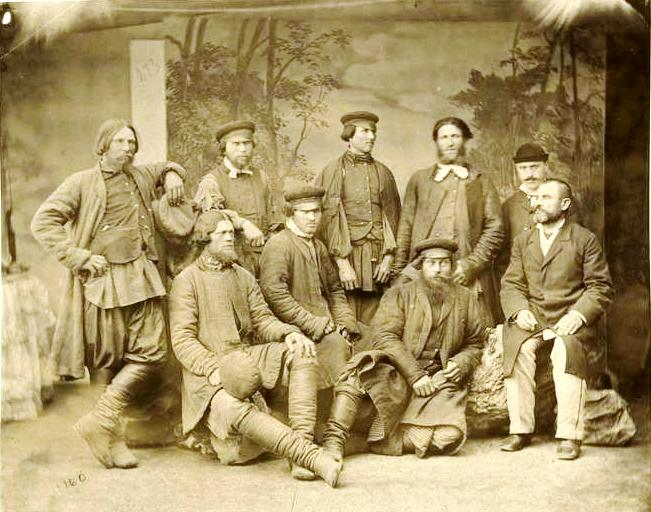
モロカン派（1870年代）

モロカン派（ロシア語: Молока́не、英語：The Molokans）とは、1550年代にロシア正教会から生まれたロシア農奴の運動である。モロカン派は王権神授説を否定し、イコンを拒絶した。
モロカン派の起源は明らかではないが、モロカン派自身は初代教会に基礎を置いたと主張している。1555年に有罪宣告を受けたバーシキンに由来するともいわれる。
平和主義を主張して兵役を拒否し、武器を取ることを拒んだため、1660年代からロシア社会から追放された。
モロカン派の呼称は1670年代に初めて使われた。モロカンはロシア語でミルクを意味する語である。肉食禁止期間でもミルクや乳製品を自由に食べていたことが名称の由来とも言われる。
「霊的なモロカン」と呼ばれた彼らは、帝政ロシアで異端者として罰せられた。誘拐され、拷問をうけ、懲役になり、追放され、手足を切り取られ、殺害された。
1800年代のロシア政府の方針は、国の中心部から、コーカサス山脈（特にアルメニア、アゼルバイジャン、ウクライナ、中央アジア、およびシベリア）中に異端者を追い払うことであった。
モロチナ川地方が彼らの土地として与えられた。彼らは農業共同体を形成して、隣人のイスラーム教やアナバプテストの影響を受けた。
1833年に多くのモロカン派に「聖霊の傾注」があったと報告されている。ドミトリー・トルストイ伯爵は1869年にリーダーと話し、科せられた刑の根拠を見出せなかった。収監される刑務所の劣悪な環境を見たトルストイは大公の支持を取り付け、彼の家の近くに移させた。
モロカン派は、ドゥホボルと並んで、代表的な合理主義的セクトとされる。また、鞭身派、スコプツィ、ドゥホボール派等の諸教派とともに、霊的キリスト教に分類される。
モロカン派は単一の教会を構成しないさまざまな運動の総称であり、浸礼派（мокрые молокане）、跳躍派（молокане-прыгуны）、土曜安息日派（молокане-субботники）、聖霊生命派（дух-и-жизники）及びその他の分派が存在している。
モロカン派は古儀式派と混同されることがあるが、彼らは正教を自称せず、正教の古い儀式を守ることもないため、古儀式派には含まれない。主流派ロシア正教会から「分離派（ラスコーリニキ）」と蔑称されることがある点は古儀式派と同じである。